# Nanna og Pernille
|  | Denne artikel er oprettet af botten PalnaBot ud fra en ekstern database. Den kan derfor have sproglige fejl eller mangler. Denne skabelon kan fjernes efter kontrol af indholdet. |

Nanna og Pernille er en kortfilm fra 1988 instrueret af Eddie Thomas Petersen efter manuskript af Lisbet Gad.

## Handling
Fortælling om to piger, som efter deres forældres skilsmisser er blevet søstre. De skal forsøge at slippe fortiden og acceptere den nye søster og familiesituation.